# Polypoetes bistellata
Polypoetes bistellata är en fjärilsart som beskrevs av Paul Dognin 1902. Polypoetes bistellata ingår i släktet Polypoetes och familjen tandspinnare. Inga underarter finns listade i Catalogue of Life.